# 加悦双峰公園

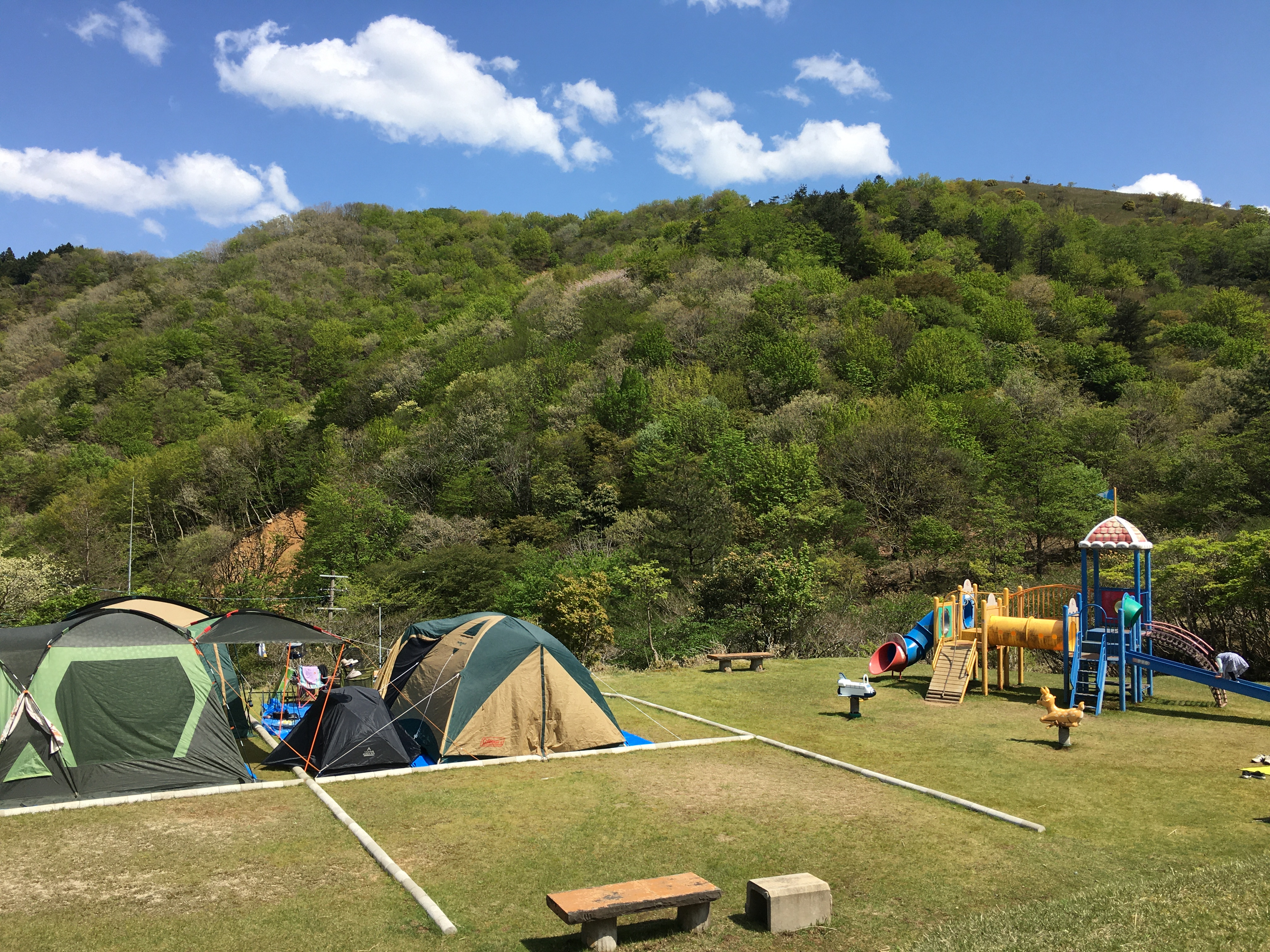
加悦双峰公園

加悦双峰公園（かやそうぼうこうえん）は、京都府与謝郡与謝野町与謝にあるキャンプ場のある公園。地元住民で作る加悦双峰公園運営委員会が管理・運営している。
鬼退治伝説で有名な大江山の中腹である標高約450mに、旧加悦町が設置した公園。大江山への登山口付近にあり、公園からは大江山連峰や加悦谷平野が一望できる眺めを望むことができる。
キャンプ場やオートキャンプができる施設があり、特に夏期は野外活動を行う団体でにぎわう。

## 施設
※有料施設ではそれぞれ予約・料金が必要（要問い合わせ）
営業期間：毎年4月から11月
- センターハウス（研修棟。食堂・会議室・トイレがある）
- 憩いの家
- 炊事施設
- 展望浴場
- バンガロー（4人用8棟）
- テントキャンプ（8区画）
- オートキャンプ場（20区画）
- 展望台
- ローラースケート場

## アクセス
- 〒629-2313 与謝野町与謝赤石292-2
- 京都丹後鉄道 宮津線 与謝野駅から車・タクシーで約20分
  - 京都縦貫自動車道宮津天橋立ICから国道176号で約50分
  - 舞鶴若狭自動車道福知山ICから国道9号・国道175号・国道176号を経由し約70分

## 沿革
- XXXX年（昭和XX年）：開園
- 2006年（平成18年）9月〜2007年（平成19年）3月：臨時休園

## 双峰まつり
毎年ゴールデンウィーク期間中の5月4日には、地元住民で作る加悦双峰公園運営委員会が主催する「双峰まつり」が開催される。1982年（昭和57年）に始まった。当日は、様々なアトラクションが開催されるほか出店が並び、イベントを盛り上げる。